# Закон о колдовстве (1735)
Закон о колдовстве (англ. Witchcraft Act 1735), принятый парламентом Великобритании в 1735 году, стал последним в ряду законов о колдовстве. Данный закон сделал незаконным обвинение кого-либо в обладании магическими способностями или занятии колдовством. Максимальное наказание по нему составляло 1 год тюремного заключения. Закон завершил период процессов над ведьмами в Великобритании.
В Англии колдовство стало преступлением, караемым смертной казнью, в 1542 году. Принятие этого закона считается проявлением торжества рационализма Просвещения. С церковной точки зрения, это было возвращение к раннесредневековому мнению об иллюзорности колдовства и предосудительности не предполагаемых занятий колдовством, а суеверной веры в его существование, зафиксированному на Падеборнском соборе 785 года, отказ от которого в Западной Европе был зафиксирован папской буллой Summis desiderantes affectibus 1484 года. Закон отражал общую тенденцию в Европе к прекращению после 1700 года процессов над ведьмами после пика в середине XVII века. Последней осуждённой за колдовство в Англии стала Джанет Хорн в 1727 году.
Закон о колдовстве был внесён в Палату общин 27 января 1735 года Джоном Кондуиттом, Джоном Кроссом и олдерменом Джорджем Хиткоутом. Закон получил королевскую санкцию 24 марта и вступил в силу 24 июня. По мнению историка колдовства Оуэна Дэвиса (1999), новый закон означал, что «колдовство больше не рассматривалось как преступный акт, но как оскорбление отныне просвещённого государства». Вплоть до 1772 года подробности принятия этого закона не были широко известны, и, вероятно, он не вызвал оживлённой дискуссии. Единственным значимым оппонентом его принятия был член Палаты лордов Джеймс Эрскин (1679—1754), который не только был убеждён в существовании колдовства, но и утверждал, что вера в него глубоко укоренена в шотландском мировосприятии. Противодействие закону выставило Эрскина как безумного эксцентрика, а исполнявший в то время обязанности премьер-министра Роберт Уолпол предположительно в связи с этим заявил, что не считает его более серьёзным политическим противником.
Закон о колдовстве неоднократно применялся в начале XIX века в борьбе правящего класса с невежеством и предрассудками остального населения. В 1824 году закон был ужесточён. В сентябре 1944 года утверждавшая о своей способности призывать духов Хелен Дункан была заключена в тюрьму на 9 месяцев на основании данного закона. При этом её последователи утверждали, что к её осуждению была причастна военная разведка, опасавшаяся, чтобы Дункан не разгласила планы о высадке в Нормандии, о которых она узнала, вступив в общение с духом моряка с корабля HMS Barham. Этот случай получил широкую огласку и привлёк внимание Уинстона Черчилля. Примерно тогда же была осуждена за вызывание духов умерших Джейн Йорк, ставшая последней жертвой закона о колдовстве. Последняя попытка применения закона относится к 1950 году. Хотя, теоретически, астрология могла подпадать под действие данного закона, газеты, которые стали публиковать астрологические прогнозы с 1930-х годов, на практике преследованию не подвергались.
Закон о колдовстве в 1951 году был заменён Законом о лже-медиумах, принятым по инициативе Томаса Брукса для преследования спиритуалистов. При этом закон остался в силе в Северной Ирландии, хотя там ни разу и не применялся. Также закон сохранился в Израиле (статья 417 уголовного законодательства, запрещающая колдовство, гадание и магию за деньги), который в период Британского мандата принял правовую систему Великобритании.